# فرودگاه شهری فلورنس
فرودگاه شهری فلورنس (به انگلیسی: Florence Municipal Airport) یک فرودگاه همگانی است که یک باند فرود آسفالت دارد و طول باند آن ۸۸۹ متر است. این فرودگاه در کشور ایالات متحده آمریکا قرار دارد و در ارتفاع ۱۵٫۵ متری از سطح دریا واقع شده است.